# 安普里亚斯堡
安普里亚斯堡（西班牙語：Castellón de Ampurias）是西班牙加泰罗尼亚赫罗纳省的一个市镇。总面积42平方公里，总人口5896人（2001年），人口密度140人/平方公里。

## 友好城市
- 法國 埃尔讷